# Aéroport de Mitiga
L’aéroport de Mitiga est un aéroport civil et militaire libyen situé à 11 km à l'est de la capitale Tripoli. C'était autrefois la Wheelus Air Base, base aérienne américaine.

## Historique

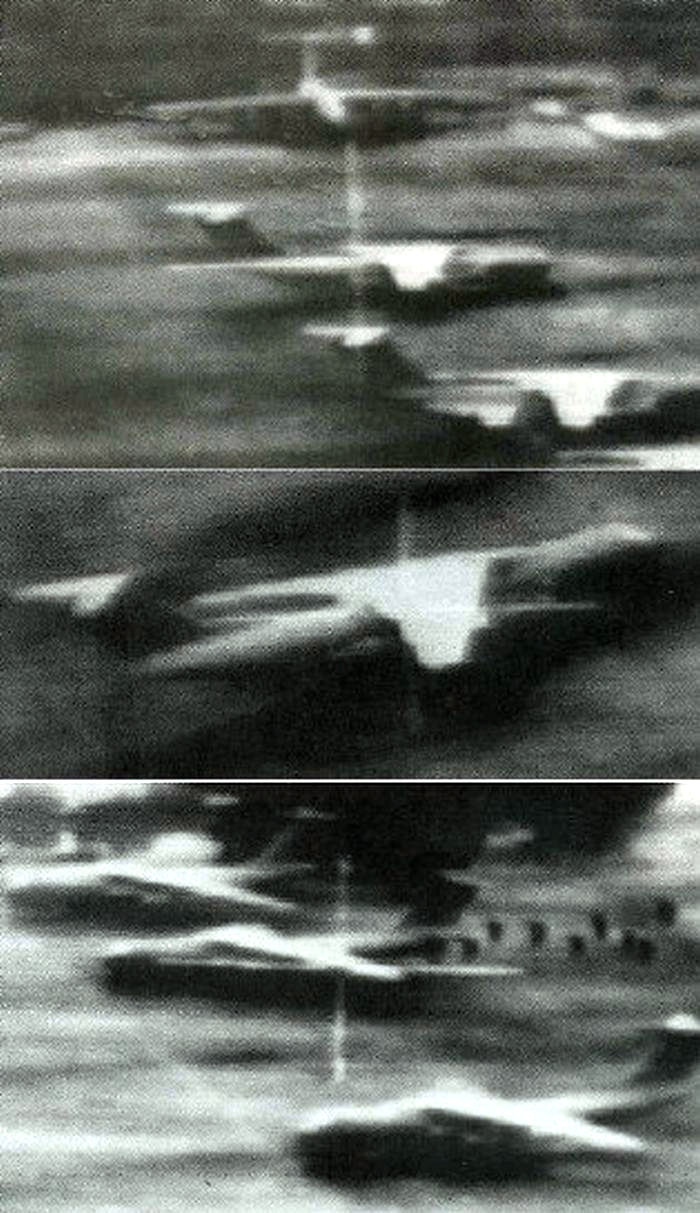
Iliouchine Il-76 libyens ciblé lors du bombardement du 15 avril 1986.

Elle fut construite en 1923 par l'armée italienne sous le nom de base aéronautique de Mellaha puis utilisée par l'aviation américaine après le retrait des forces italiennes pendant la guerre du désert, jusqu'au départ des forces américaines de Libye en 1970.
Elle est utilisée depuis par l'armée de l'air libyenne et fut bombardée le 15 avril 1986 par l'aviation et l'aéronavale américaine lors de l'opération El Dorado Canyon.
Depuis 1995, cette base est devenue un aéroport international, dont la dénomination est Mitiga International Airport (MJI). 
Durant l'insurrection de 2011, cet aéroport a été pris par les insurgés anti-Kadhafi les 24 et 25 février.

## Situation
| \| 50 km1:5 038 000 \| Zintan El Beïda Benghazi Ghadamès Ghardabiya Ghat Koufra Misrata Tripoli · Mitiga Sebha Tobrouk Ubari Tripoli |
| 50 km1:5 038 000 |

## Compagnies et destinations
| Compagnies                         | Destinations |
| ---------------------------------- | --- |
| Afriqiyah Airways                  | - Amman-Reine-Alia, - Benghazi-Benina, - Borg El Arab, - Istanbul, - Khartoum, - Koufra, - Le Caire, - Niamey-D. Hamani, - Sfax-Thyna, - Tunis-Carthage Pèlerinage: Djeddah - Roi-Abdelaziz |
| Air Libye                          | Benghazi-Benina |
| Berniq Airways                     | Benghazi-Benina, El Beïda-Al Abraq (en), Le Caire, Istanbul, Tunis-Carthage Pèlerinage: Djeddah - Roi-Abdelaziz                                                                             |
| Buraq Air                          | Benghazi-Benina, Borg El Arab, Istanbul, Tobrouk (en) Charter: Antalya, Bodrum-Milas, Gazipaşa-Alanya, Izmir-A. Menderes, Tekirdağ Çorlu (tr)                                               |
| Egyptair                           | Le Caire |
| Fly Oya                            | - Benghazi-Benina, - Dubaï, - Ghat (en), - Istanbul, - Le Caire, - Tunis-Carthage |
| Ghadames Air Transport             | Istanbul, Tunis-Carthage |
| Global Aviation and Services Group | Benghazi-Benina, El Beïda-Al Abraq (en), Ghat (en) |
| Libyan Airlines                    | - Amman-Reine-Alia, - Benghazi-Benina, - Borg El Arab, - Istanbul, - Le Caire, - Niamey-D. Hamani, - Tunis-Carthage Pèlerinage: Djeddah - Roi-Abdelaziz, Médine-Prince M. Bin Abdulaziz     |
| Libyan Wings                       | Istanbul, Tunis-Carthage |
| MedSky Airways                     | El Beïda-Al Abraq (en), Istanbul, Malte, Rome Léonard-de-Vinci/Fiumicino |
| Tunisair                           | Tunis-Carthage |
| Tunisair Express                   | Djerba-Zarzis, Sfax-Thyna |

Mis à jour le 19 juin 2020.  Actualisé le 16/11/2023